# パインバレー北京オープン
パインバレー北京オープン（Pine Valley Beijing Open）は華彬（フォアピン）国際集団の主催、中国ゴルフ協会・アジアンツアー・日本ゴルフツアー機構（JGTO）の公認により、中国・北京郊外にあるパインバレー・ゴルフリゾート&カントリークラブで行われている男子プロゴルフトーナメントである。2008年現在、賞金総額100万ドル（約1億660万円）、優勝賞金15万8500ドル（約1690万円）。
2007年にアジアンツアーの一つとして新設され、更に2008年以降はJGTO公認大会となった。日本ゴルフツアーが日本国外でゴルフトーナメントを開催するのはこの大会が初めてとなったが、2009年の大会（5月7日から10日に開催予定）については当初の予定通り開催できないことが2009年4月7日までに明らかになった。原因としては経済状況の悪化などが挙げられているが、同日付のスポーツニッポンによれば、大会の主導権を巡って中国ゴルフ協会とアジアンツアーが対立。これにJGTOが巻き込まれた形になったと報じている。JGTOは大会の延期を発表したが、結局8月25日に2009年大会の中止が正式に決まった。
以前、日本ゴルフツアーとアジアンツアーの共同公認による大会としては茨城県で「ダンロップオープン」（後に「キリンオープン」に改称）が、沖縄県で「アジア・ジャパン沖縄オープンゴルフトーナメント」が行われていた。なお2008年からはJGTOとアジアンツアーの共同公認大会として、「アジアパシフィック・パナソニックオープン」が開催されている。

## 歴代優勝者
| 開催回 | 開催年 | 優勝者名       |
| ------ | ------ | -------------- |
| 2007年 | 第1回  | ガウラブ・ゲイ |
| 2008年 | 第2回  | 藤田寛之       |
| 2009年 | 第3回  | （開催中止）   |